# Citizen Sleeper
Citizen Sleeper (litt. « dormeur citoyen ») est un jeu vidéo de rôle indépendant développé par le studio indépendant Jump Over the Age de Gareth Damian Martin et édité par Fellow Traveller. Il sort le 5 mai 2022 sur macOS, Microsoft Windows, Nintendo Switch, Xbox One, et Xbox Series X/S et sur PlayStation 4 et PlayStation 5 le 31 mars 2023 et reçoit globalement un très bon accueil critique. Il s'agit du deuxième jeu de cet auteur, après In Other Waters sorti en 2020. C'est une fiction interactive riche en texte narratif et en dialogues.
Une suite, intitulée Citizen Sleeper 2: Starward Vector et s'attachant à d'autres personnages, est annoncée être en développement en 2023 et est publiée le 31 janvier 2025.
Une traduction française est sortie le 1er février 2024,.

## Trame
Dans Citizen Sleeper, on incarne un « dormeur » (Sleeper), la copie synthétique d'un être humain dont l'esprit a été numérisé et transféré dans un robot pour servir de travailleur à Essen-Arp, une mégacorporation. Le dormeur du joueur a échappé à sa condition de servitude à bord d'un vaisseau spatial et est arrivé sur la station spatiale appelée l'Œil d'Erlin (Erlin's Eye), où il doit se battre pour sa survie et sa liberté. Le joueur rencontre plusieurs personnes différentes qui représentent plusieurs factions et intérêts. Le jeu comprend plusieurs fins possibles selon les choix du joueur.

### Contexte
Le jeu se déroule sur une station spatiale en forme de roue appelée l'Œil d'Erlin (Erlin's Eye). Elle est située dans un système solaire nommé Helium System. Elle comporte plusieurs docks d'arrimage et chantiers pouvant accueillir des astronefs d'autres systèmes. Cette station a été abandonnée par l'entreprise qui l'exploitait, Solheim. Plusieurs factions contrôlent la station, dont Havenage, un syndicat qui assume le rôle de gouvernement et maintient l'infrastructure critique, le Yatagan, une organisation mafieuse installée dans le quartier du Lowend, et la communauté de Hypha, une coopérative agricole.

### Personnages

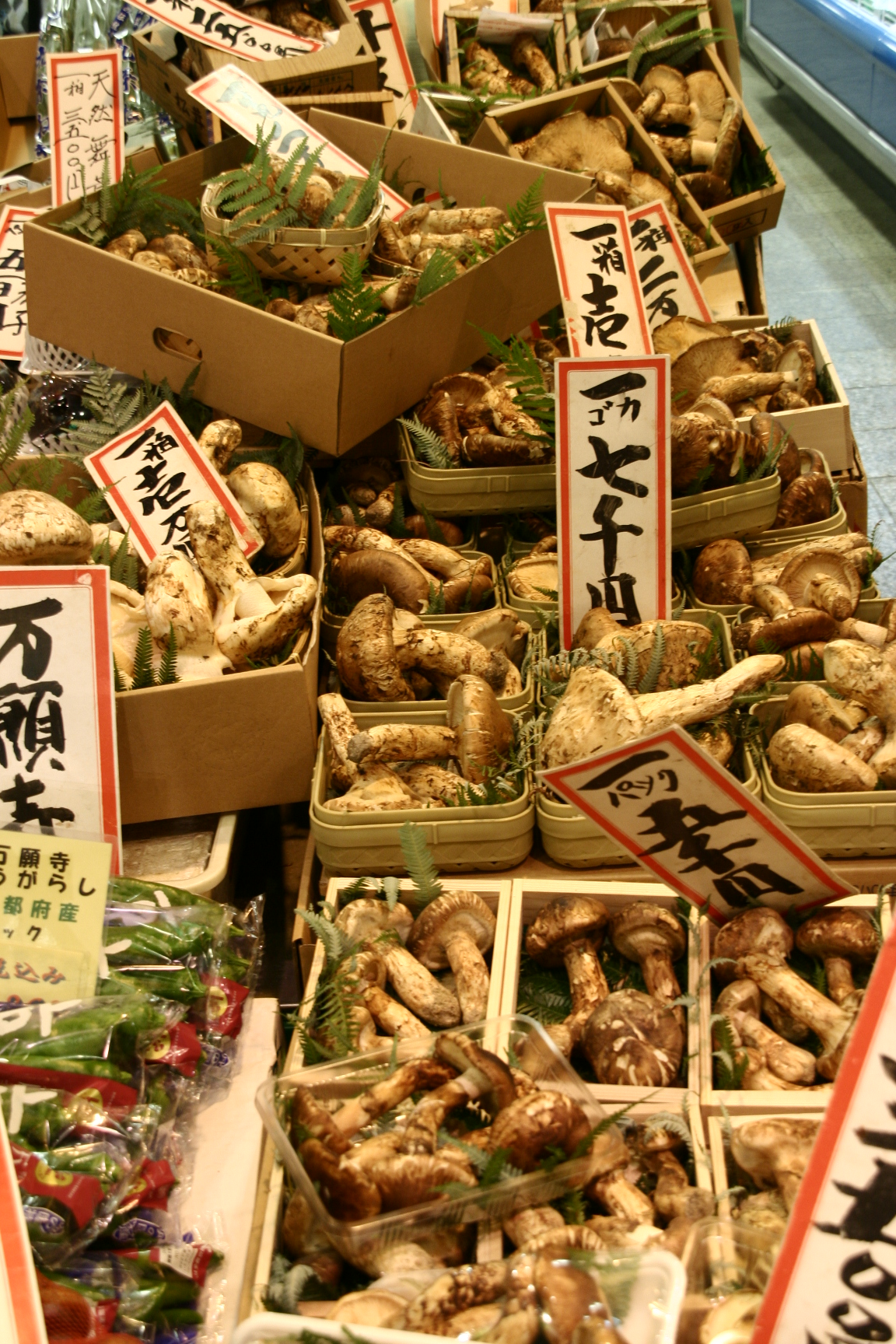
Des champignons Matsutaké.

Emphis est un vendeur de street food rencontré au début du jeu, qui confectionne de délicieux plats à base de légumes et champignons apprêtés dans un wok. Martin précise que ce personnage est inspiré par un vendeur de street food vietnamien apprécié pour ses bánh mì, et témoigne de la grande importance accordée à la nourriture dans ce jeu. Les champignons – notamment les girolles et les matsutaké – font de nombreuses apparitions dans le jeu, en référence au livre d'Anna Tsing Le champignon de la fin du monde : sur les possibilités de vie dans les ruines du capitalisme, cité par Martin comme une inspiration majeure du jeu,.
Sabine est médecin et exerce dans le quartier populaire du Marché lumineux. Anciennement au service d'Essen-Arp, Sabine travaille désormais pour le compte du Yatagan. Sabine est désigné dans le jeu comme une personne non-binaire et adressé par le pronom iel. Selon Martin, ce personnage est inspiré par le film L'Ange ivre d'Akira Kurosawa, qui met en scène un médecin alcoolique dans un quartier pauvre du Tokyo de l'après-guerre. Dans une volonté de faire référence au film noir et au cyberpunk, le style vestimentaire de Sabine est caractérisé par son imperméable transparent, rappelant les costumes du film Blade Runner.

## Système de jeu
Le jeu incorpore des mécanismes qui sont inspirés par les jeux de rôle sur table. Le créateur cite en particulier Blades in the Dark comme influence. Chaque journée débute par un lancer de dés, qui permettent de faire avancer l'intrigue, de survivre et d'échapper à la station. Le joueur peut assigner ces dés à différentes tâches, où les nombres plus élevés induisent généralement de meilleurs résultats. Les nombres les plus faibles sont généralement utiles dans le nuage numérique de la station, qui permet au joueur de recueillir des renseignements sur les activités des différentes factions. Le joueur doit constamment travailler pour se nourrir et s'occuper de leur corps robotique qui se dégrade et nécessite du matériel spécifique pour sa maintenance. Au fur et à mesure que l'état de santé du dormeur se détériore, le nombre de dés actifs diminue, réduisant sa capacité d'action.

### Classes de personnage et talents
Au début du jeu, le joueur choisit l'une parmi trois classes de personnage, extracteur (un dormeur endurant travaillant dans l'extraction de ressources), machiniste (capable de réparer les systèmes automatisés) ou opérateur (spécialisé dans les drones et autres engins télécommandés). Chaque classe se distingue par un avantage et une faiblesse parmi les cinq «talents» à disposition, qui sont Ingénieur (utilisation de machines et outils), Interface (interfaces numériques), Endurance, Intuition et Assurance. Chaque action dans le jeu est associée à l'un des talents, et le niveau du personnage peut influencer les chances de succès. Durant le cours du jeu, il est possible d'améliorer les talents de son dormeur.

## Musique
La musique du jeu est composée par Amos Roddy, déjà compositeur de la bande-son de In Other Waters, le précédent jeu de Martin. Dans sa critique pour le Guardian, Lewis Packwood la décrit comme « superbe » et la compare à la bande-son du film Blade Runner.

## Accueil

### Critique
Selon Lewis Packwood, l'écriture du jeu est évocatrice et convaincante, et parvient à dépeindre de manière crédible la vie à bord d'une station spatiale. Pour Olivier Bénis, ce jeu « largement célébré par la critique » est « un petit bijou d'écriture » digne des meilleurs romans de science-fiction récents.

### Distinctions
Citizen Sleeper est nommé pour les BAFTA Games Awards de 2023 dans quatre catégories. Le jeu est désigné Jeu de l'année 2022 par le site TheGamer. Le jeu remporte le prix de l'impact social (Social Impact Award) lors des Game Developers Choice Awards de 2023.

## Postérité

### Contenus additionnels (DLC)
Après sa sortie en mai 2022, le jeu est complété par trois chapitres additionnels : Épisode Un : Flux en juin 2022, Refuge en octobre 2022, et Purge en mars 2023.
Selon Nicole Clark, le chapitre Flux amène de nouveaux enjeux, avec l'arrivée d'une flotte de vaisseaux transportant des réfugiés du système Helion. Dans ces trois chapitres, les décisions du joueur ont des conséquences pour tous les habitants de la station.

### Éditions
L'éditeur britannique Lost in Cult mène de mai à juin 2023 un financement participatif pour éditer des produits liés à Citizen Sleeper : un artbook mettant en valeur les illustrations du jeu, un double vinyle comportant la bande-son, et un jeu de rôle solo intitulé Cycles of the Eye, accompagné de 78 cartes de tarot, co-écrit par Gareth Damian Martin et Alfred Valley,.
En mars 2024, l'éditeur Fangamer annonce une édition physique de Citizen Sleeper pour Nintendo Switch pour le 28 juin 2024. Cette édition est accompagnée d'autocollants, de cartes illustrées, et d'un poster montrant un plan de la station de l'Œil d'Erlin.

### Citizen Sleeper 2
Une suite, intitulée Citizen Sleeper 2: Starward Vector et s'attachant à d'autres personnages, est annoncée être en développement en 2023. Gareth Damian Martin s'entoure à nouveau du compositeur Amos Roddy et de l'illustrateur Guillaume Singelin. Starward Vector n'est pas une continuation directe de Citizen Sleeper, mais se situe dans le même univers (le système Helion). Dans cette nouvelle aventure, le joueur – un autre Sleeper – doit constituer un équipage pour effectuer des missions dans la ceinture d'astéroïdes nommée Starward Belt. Une démo de Citizen Sleeper 2 est mise à disposition de la presse en juin 2024,,, et rendue accessible au public en octobre 2024 sur la plateforme Steam. En novembre 2024, Suncatchers, un premier single de la bande-son composée par Amos Roddy est publié.

### Sources
- (en) Brendan Caldwell, « Citizen Sleeper review: a stylish machine with a gooey human heart », sur Rock Paper Shotgun, 3 mai 2022 (consulté le 1er décembre 2024).
- (en) Lewis Packwood, « Citizen Sleeper review – an evocative cyberpunk survival sim », The Guardian, 4 mai 2022 (consulté le 1er décembre 2024).
- (en) Alexis Ong, « Citizen Sleeper uses tabletop mechanics to play with the sci-fi RPG format », sur Polygon (site web), 3 mai 2022 (consulté le 1er décembre 2024).
- (en) Joost Vervoort, « The mushroom at the end of the universe: feeling Citizen Sleeper », sur Anticiplay, 12 avril 2023 (consulté le 23 décembre 2024).
- Atar, « Test de Citizen Sleeper : Réveillez-vous, dormeur! », sur Puissance Nintendo, 1er mars 2024 (consulté le 1er décembre 2024).
- Olivier Bénis, « Citizen Sleeper, l'un des meilleurs romans de SF récents est un jeu vidéo », sur radiofrance.fr, France Inter, 20 février 2024 (consulté le 1er décembre 2024).
- « Critique : Citizen Sleeper, le dormeur s’éveille », sur PlayStation Inside, 25 mars 2024 (consulté le 1er décembre 2024).
- Volu, « Citizen Sleeper : pour un monde non-binaire », sur Gamejima, 1er février 2024 (consulté le 1er décembre 2024).